# Pneumoderma
Pneumoderma är ett släkte av snäckor. Pneumoderma ingår i familjen Pneumodermatidae.
Kladogram enligt Catalogue of Life:
| Pneumoderma | \| \| Pneumoderma mediterraneum \| \| \| \| \| \| Pneumoderma violaceum \| \| \| \| |
|             | \| \| Pneumoderma mediterraneum \| \| \| \| \| \| Pneumoderma violaceum \| \| \| \| |
|             | Pneumodermopsis                                                                     |
|             |                                                                                     |
|             | Schizobrachium                                                                      |
|             |                                                                                     |
|             | Spongiobranchaea                                                                    |
|             |                                                                                     |
|             | Spongiobranchea                                                                     |
|             |                                                                                     |
|             | Pneumoderma mediterraneum                                                           |
|             |                                                                                     |
|             | Pneumoderma violaceum                                                               |
|             |                                                                                     |

|  | Pneumoderma mediterraneum |
|  |                           |
|  | Pneumoderma violaceum     |
|  |                           |